# Geletterdheid
Geletterdheid (van het Latijnse litteratus) is de vaardigheid om informatie te verwerven, te verwerken en gericht te gebruiken. Geletterd zijn is van cruciaal belang om zelfstandig te kunnen functioneren en participeren in de samenleving. Geletterdheid is nodig om zich persoonlijk te ontwikkelen en constant bij te leren.
Geletterdheid gaat daarmee verder dan het vooral in het verleden gebruikte alfabetisme: wie de eigen naam kan schrijven, wordt al als alfabeet beschouwd.

## Definities
In de wetenschappelijke literatuur circuleert een verscheidenheid aan definities. Aan het ene uiteinde staan de beschrijvingen van functionele geletterdheid, gebaseerd op (meetbare) vaardigheden; aan de andere kant zijn er brede en allesomvattende definities die een heel repertoire van woordpraktijken beschrijven met inbegrip van sociale, culturele, digitale en soms ook politieke zelfstandigheid. Een van de moeilijkheden met het precies omlijnen van geletterdheid is dat ze regelmatig verandert naarmate nieuwe technologie ter beschikking komt. De meeste definities omvatten een verzameling kennis en vaardigheden, of een repertoire van praktijken, waarmee leerlingen kunnen bijdragen tot de sociale, burgerlijke en economische sfeer.
Aan de negatieve kant worden leerstoornissen vaak in verband gebracht met specifieke bijzondere noden van het kind die nauw verbonden zijn met lezen en schrijven, zoals dyslexie en woordblindheid.
Hoewel populaire media anno 2019 de term geletterdheid gebruiken voor het kunnen lezen en schrijven, wordt in vele sociale, onderwijskundige en professionele omgevingen erkend dat het begrip veel breder is. In wetenschappelijke onderzoeksliteratuur omvatten de diverse beschouwingen van geletterdheid de verschillende wijzen, symbolen en vormen waarmee mensen communiceren en leren. Geletterdheid kan worden begrepen als een vorm van zingeving, hetzij interpersoonlijk of persoonlijk, en wordt erkend als specifiek voor een context of een domein en als transcultureel.
Een concreet voorbeeld van een definitie zou kunnen luiden:
- via taal kunnen communiceren en informatie verwerken
- met cijfermatige en grafische gegevens kunnen omgaan
- gebruik kunnen maken van ICT

Geletterd zijn is belangrijk om in de samenleving zelfstandig te kunnen functioneren in diverse rollen en posities. Het is noodzakelijk om kennis op te doen en zich te kunnen ontwikkelen.

## Vroege ontwikkeling
Hoewel lezen en schrijven in de meeste onderwijssystemen als een hoofddoelstelling van het basisonderwijs geldt, begint de ontwikkeling van geletterdheid al in de voorschoolse jaren van het kind.
Bij veel kinderen is hun eigen naam het eerste woord dat ze leren herkennen en spellen, en ook het eerste dat ze leren schrijven. Kennis van hun eigen geschreven naam als kleuter is statistisch een goede voorspeller voor het leren lezen en schrijven in de eerste jaren van de basisschool.
De namen van de letters van het alfabet zijn niet altijd fonetisch: zo heet de letter g in het Nederlands gee, in het Engels dzjie en in het Hebreeuws gimel. Nochtans blijkt uit onderzoek door Treiman en Levin van 2003-2007 dat die namen voor jonge kinderen juist een krachtige geheugensteun bieden om de fonetische waarde van de letters te onthouden, zelfs en in het bijzonder bij de relatief lange Hebreeuwse namen.
Er bestaat een brede consensus dat het verwerven van geletterdheid nauw verbonden is met taalontwikkeling op zich. Een kind kan niet het normatieve leesniveau halen na het derde leerjaar als het aan het eerste leerjaar is begonnen zonder een specifieke verzameling vaardigheden in de gesproken taal.
Linguïsten onderscheiden drie aspecten van (mondelinge) taalvaardigheid: semantische kennis, fonologische kennis en grammaticale kennis. Semantiek gaat over de betekenis van woorden; fonologie is de correcte uitspraak; en grammatica is de samenstelling van woorden en hun rangschikking tot correcte zinnen.
Een belangrijke factor bij het verband tussen semantische kennis en geletterdheid is wat kennispsychologen zoals Keith Stanovich het mattheuseffect noemen: om een zinsconstructie te begrijpen, moet het kind in zijn kortetermijngeheugen de betekenis kunnen vasthouden van alle woorden in de zin. Terwijl de ogen ieder woord in de zin achtereenvolgens fixeren, moeten de vorige woorden in de zin opgeslagen blijven in het werkgeheugen voordat die informatie uitdooft. Een onbekend woord vertraagt de verwerking aanzienlijk en verhoogt de kans dat de zin niet begrepen wordt. Iemand die daarentegen regelmatig veel verschillende soorten teksten leest, zet onbekende woorden automatisch om in bekende zodat het begripsproces niet wordt onderbroken. Er bestaan wel sterke individuele verschillen in de capaciteit van het werkgeheugen, en dus in de mate waarin men zich kan trainen als lezer.

## Digitale geletterdheid
Digitale of nieuwe geletterdheid is de vaardigheid om in de multimediale en multimodale wereld vragen te kunnen stellen, informatie te kunnen vinden, die informatie te beoordelen en te synthetiseren en de resultaten met anderen te kunnen delen.
De digitale omwenteling heeft menselijke communicatie en geletterdheid getransformeerd. Kinderen worden vanaf de geboorte ondergedompeld in het dagelijks gebruik van multimediale bronnen door het gezin, zoals audio, video, drukwerk en schermen; zelfs heel jonge kinderen ervaren het 21e-eeuwse verschijnsel van digitale communicatie, digitaal entertainment en computerspelletjes. Dit verandert niet alleen de manier waarop kinderen geletterdheid ontwikkelen, maar ook hoe ouders en leraars kinderen voorbereiden op een digitaal verbonden toekomst.
Digitale geletterdheden verwijst naar de diversiteit van vaardigheden en gewoontes die kindere ontwikkelen via digitale hulpmiddelen, technologieën en media. De meervoudsvorm volgt de sociologische consensus over de veelheid aan vaardigheden, maar ook de veelheid aan interpretaties die wetenschappers in deze context aan het begrip geletterdheid geven.

## Mediageletterdheid
Mediageletterdheid is de verzameling competenties die iemand in staat stellen producten (teksten) en instellingen van de media te interpreteren, zelf media te produceren en de sociale en politieke invloed van de media te herkennen en te confronteren. Tot in de jaren 1980 ging het debat inzake mediageletterdheid over de domheid van het massamedia-amusement en de daarmee gepaard gaande verkleutering van de maatschappij, zoals satirisch afgebeeld in de televisiereeks The Simpsons vanaf 1989. De popularisering van het wereldwijd web vanaf het jaar 2000 en de toenemende complexiteit van videogames hebben het gegeven veranderd: mediagebruikers zijn actieve deelnemers geworden, en er zijn nieuwe vormen van geletterdheid ontstaan die voor buitenstaanders (door Marc Prensky in 2001 digitale immigranten genoemd) nog moeilijk te doorgronden zijn.

## Vlaanderen
In Vlaanderen kunnen volwassenen die moeite hebben met basisvaardigheden zoals lezen, schrijven of rekenen terecht bij de Centra voor Basiseducatie.